# Islandzkie Muzeum Lotnictwa

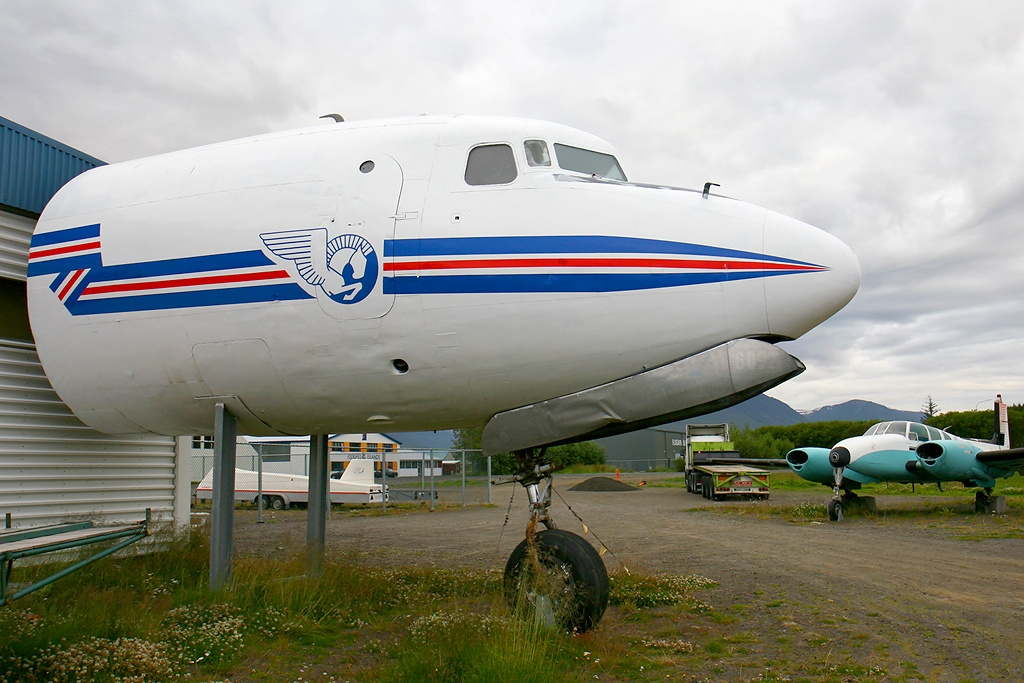
Douglas DC-6A Wystawiony w muzeum

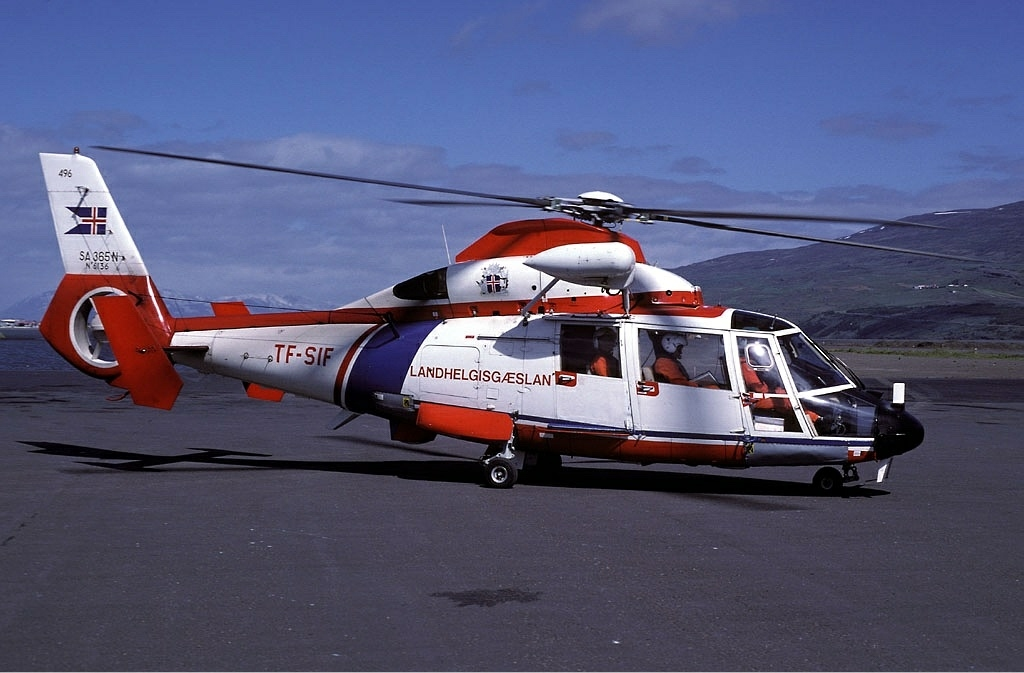
Helikopter Dauphin 2 Wallner należący do kolekcji muzeum

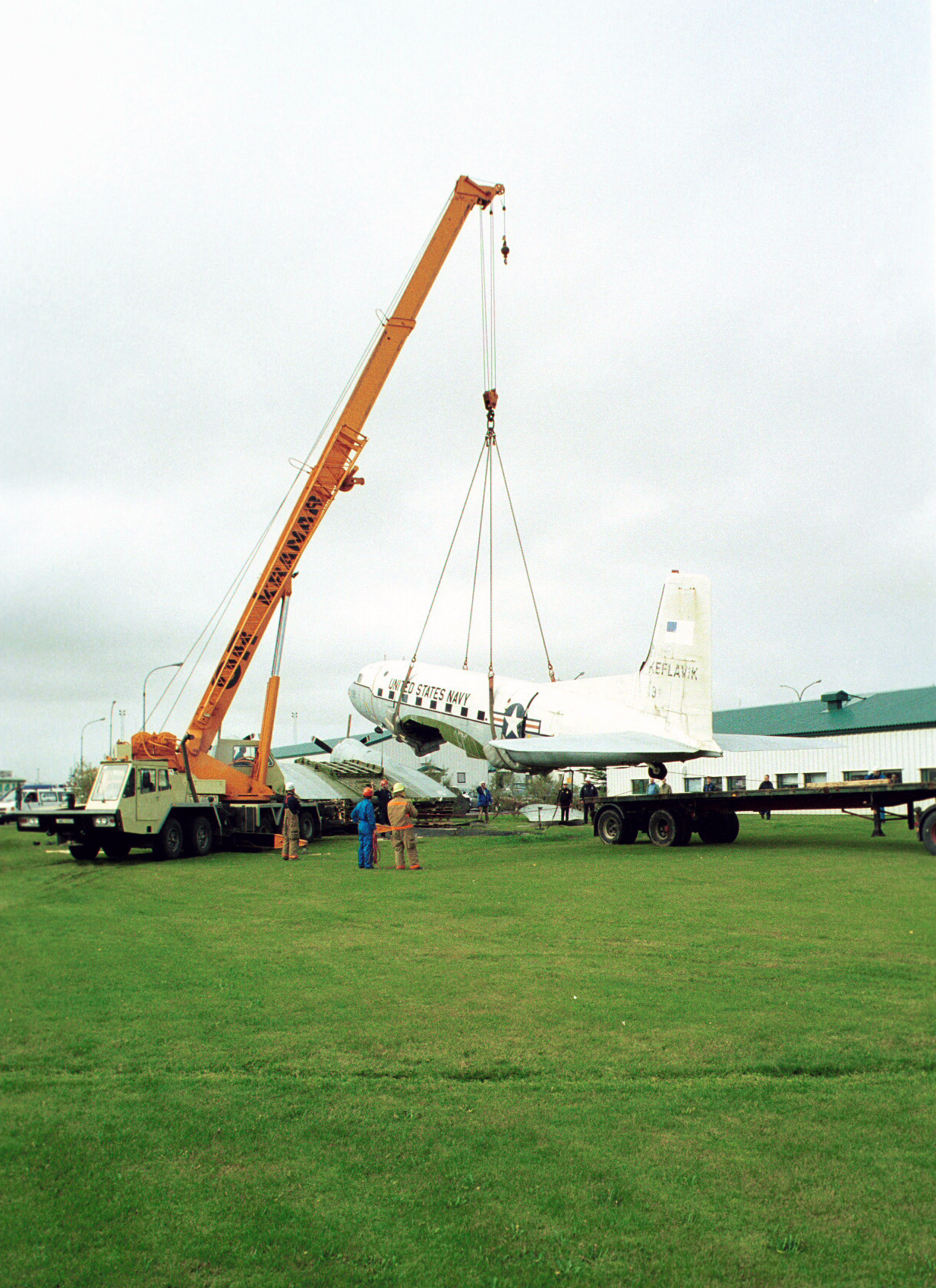
Transport eksponatu na terenie muzeum

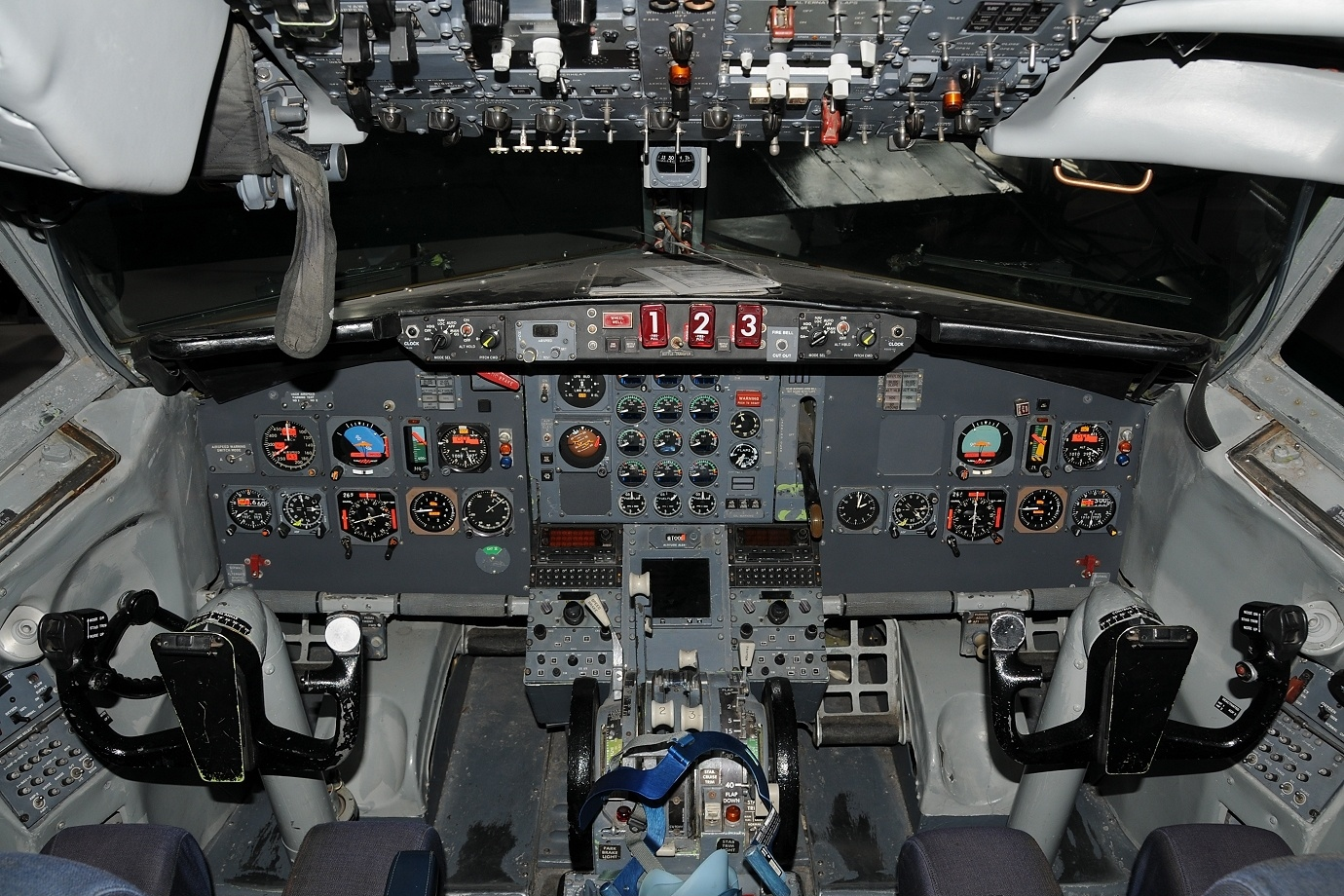
Kokpit Boeing 727-108C wystawionego w Islandzkim Muzeum Lotnictwa

Islandzkie Muzeum Lotnictwa (isl. Flugsafn Íslands) — muzeum historii lotnictwa Islandii mieszczące  się na lotnisku Akureyri. Zostało założone 1 maja 1999 roku, a 24 czerwca 2000 roku oficjalnie otwarte. W 2018 dyrektorem muzeum był Einar Jónasson.

## Historia
Islandzkie Muzeum Lotnictwa zostało założone 1 maja 1999 roku. 24 czerwca 2000 roku zostało oficjalnie otwarte przez Halldóra Blöndala, przewodniczącego Althingu. Początkowo muzeum było znane jako Muzeum Lotnictwa w Akureyri, jednakże w 2005 roku zmieniono nazwę na Islandzkie Muzeum Lotnictwa. Zmiana nazwy muzeum miała podkreślić jego znaczącą rolę na arenie kraju. Pierwszym dyrektorem muzeum był Svanbjörn Sigurðsson. Jednocześnie rozwijała się inna kolekcja lotnictwa w Hnjótur w Örlygshöfn. Początkowo muzeum mieściło się w hangarze wynajmowanym od Íslandsbanki. W 2007 roku eksponaty zostały przeniesione do specjalnie wybudowanego budynku o powierzchni 2200 metrów kwadratowych. Nowy budynek został oficjalnie otwarty przez Sigrún Jakobsdóttir, burmistrz Akureyri. W 2009 roku placówka obchodziła dziesięciolecie istnienia. Kolekcja samolotów znajdujących się w Islandzkim Muzeum Lotnictwa została wykorzystana przez Islandzką Szkołę Techniczną. W 2018 dyrektorem muzeum był Einar Jónasson.

## Kolekcja
Islandzkie Muzeum Lotnictwa posiada kolekcję samolotów oraz lotni ważnych dla historii islandzkiego lotnictwa. Część z tych samolotów jest sprawna. Sprawne egzemplarze odbywają minimum jeden lot w roku. Oprócz samolotów i lotni muzeum posiada także zbiór fotografii o tematyce lotniczej.
Do egzemplarzy posiadanych przez Islandzkie Muzeum Lotnictwa należą:
- TF-SIF Aerospatiale SA.365N Daupin 2;
- TF-LBP Taylorcraft Auster 5A;
- TF-JFA Beechcraft C-45H;
- TF-ESD Beechcraft D-50B Twin Bonanza;
- TF-EAA Benjamin B-8M;
- TF-FIE Boeing 727-108C;
- TF-AST Cessna 140;
- TF-NPK Douglas C-47A-DL;
- TF-IUB Douglas DC-6A Liftmaster;
- TF-EHA Erco Ercoupe 415C;
- TF-KEA Evans VP-1 Volksplane;
- Schneider Grunau 9;
- TF-KOT HS-44 Aerokot;
- Terminal TF-SUX L.25eVIIR;
- TF-CUB i TF-KAP Piper J-3C-65 Cub;
- TF-JMH Piper PA-23-150 Apache;
- TF-SBE Alex. Schleicher K-4 Rhönlerche II;
- TF-SBA Schweizer TG-3A;
- TF-SYN Fokker F-27-200 Friendship;
- TF-AZX Stinson SR-7B Reliant;
- TF-SGL Waco ZKS-7;
- TF-DRN Waco YKS-7;
- TF-JFP;
- TF-129;
- TF-HIS Cessna 180;
- TF-PHG Pitts Special S-1S;
- TF-SBB Olympia;
- TF-SBD Grunau Baby;
- TF-ISM de Havilland D.H.89A Dragon Rapide.